# ماهیان زنده‌زا
زنده‌زایان خانواده‌ای از جانداران می‌باشند که تا هنگام تولد، نوزاد درون تخم در بدن مادر باقی مانده و در زمان تولد به گونه‌ای که شبیه به زایش است، از بدن مادر خارج می‌شود.
اغلب این نوع تولد با زایش اشتباه گرفته می‌شود، اما فرق عمده‌ای که در میان است اینست که زنده زایان تخم‌های خود را تا زمان زایش در بدن نگاه می‌دارند، اما بچه زایان تخمی را در بدن نگاه نمی‌دارند.
این نوع تولد در میان برخی از خزندگان مانند: افعی‌ها و برخی از آبزیان از جمله گونه‌هایی از ماهی ها
نظیر: گامبوزیا، گوپی، مولی ها، دم شمشیری دیده می‌شود.
خانواده کپورماهیان دندان‌دار (Poecilidae) از زنده‌زاها هستند.

## نگارخانه

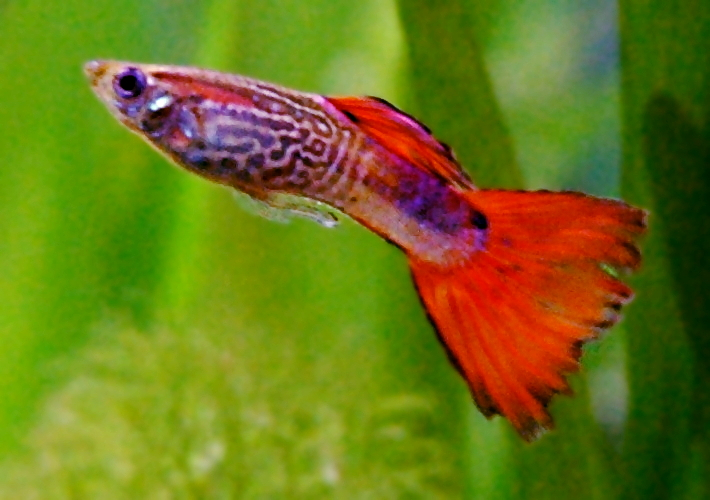
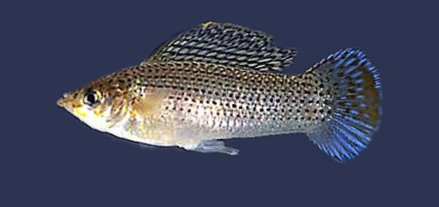
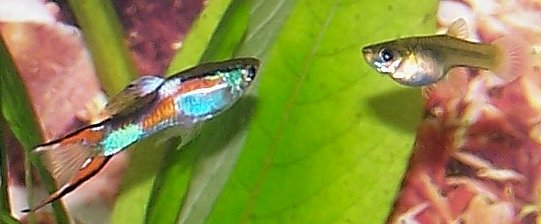
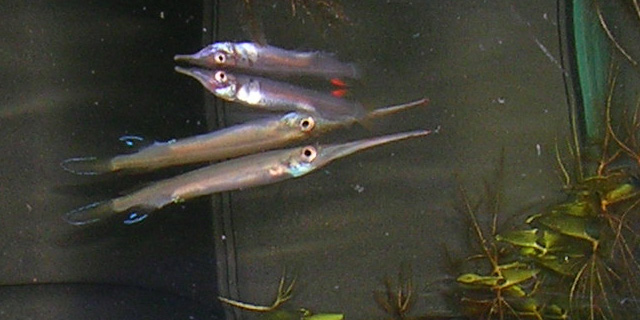
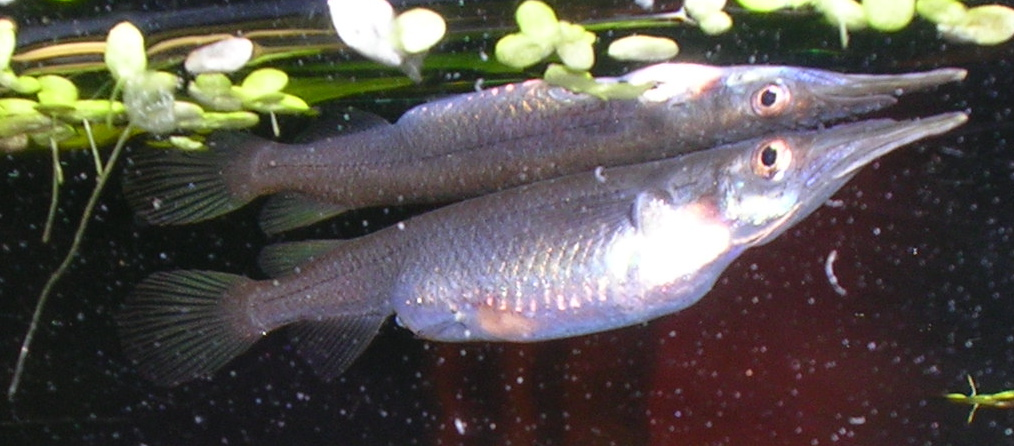
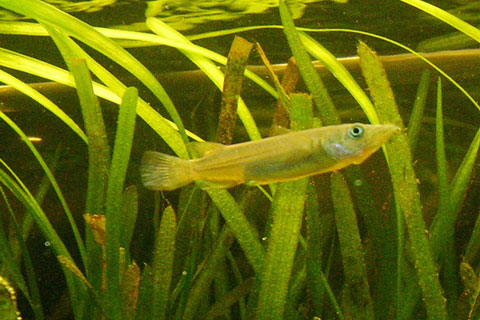
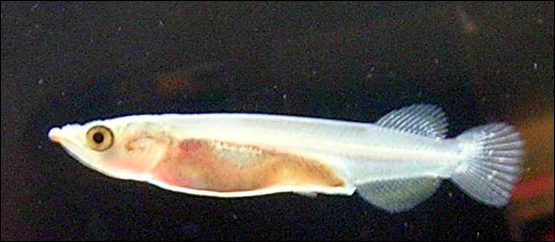
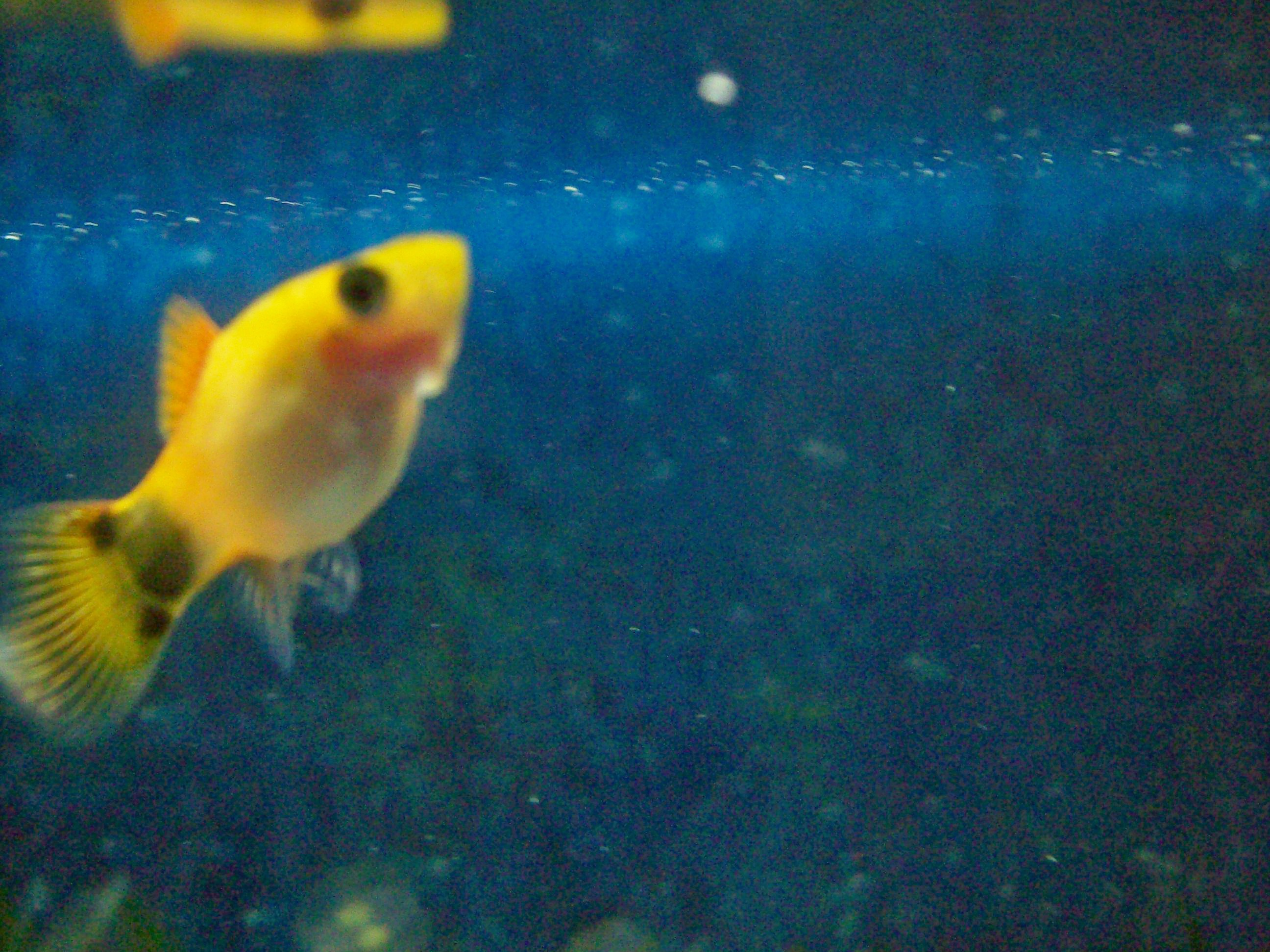